# Боратто, Катерина
Катери́на Бора́тто (итал. Caterina Boratto, 15 марта 1915 — 14 сентября 2010) — итальянская актриса.

## Биография
После получения музыкального образования, изучала актёрское мастерство в театральной школе Эвелины Паоли.
Дебютировала в фильмах «Vivere!» и «Marcella» (оба — 1937). Затем с успехом снялась в комедиях «Кто счастливее, чем я? / Chi è più felice di me» (1938) и «Они похитили мужчину» (1938), в котором Катерина Баратто играла русскую принцессу Соню в дуэте с Витторио Де Сика.
К началу 1940-х гг. завоевала популярность не только в Италии, но и за океаном, студия «Metro-Goldwyn-Mayer» предложила ей семилетний контракт в Голливуде. Однако, из-за начала Второй мировой войны, актриса была вынуждена вернуться в Италию, так и не сыграв ни в одном американском фильме.
Во время войны актриса пережила ужасную бомбёжку родного Турина, гибель семьи, и лишь только кино смогло вернуть её к нормальной жизни. Снялась в нескольких кинолентах в 1940-е гг., среди лучших ролей этого периода — Эльза Бьянчини в фильме «Кампо де фьори» (1943).
В 1946 г. вышла замуж за режиссёра Армандо Джератти, родила дочь Мартину, на время отошла от кинематографа.
В кино вернулась в начале 1960-х гг., сыграла в знаменитых фильмах Федерико Феллини «Восемь с половиной» (1963) и в «Джульетта и духи» (мать Джульетты, 1965). Актриса работала и с другими выдающимися режиссёрами — Александром Блазетти в комедии «Я, я, я и другие» (Луиджия, 1965), Линой Вертмюллер в комедии «Не дразните надоеду!» (1967), Сидни Поллаком в «Охране замка» (красная королева, 1968), Пьером Паоло Пазолини в противоречивой драме «Сало, или 120 дней Содома» (синьора Кастелли, 1975), Дино Ризи в комедии «Первая любовь» (1978).
В 1970—1990-е гг. работала в кино, снималась в мини-сериалах на ТВ: телеэкранизации романа Льва Толстого «Анна Каренина» (1974, реж. Сандро Болчи), мадам Фаустина в исторической драме Этторе Скола «Ночь Варенны / Новый мир» (1982), Амалия Бонетти в комедии Марио Моничелли «Мои друзья 3» (1985), мадам де Сенневиль в комедии «Однажды преступив закон» (1992, реж. Юджин Леви), телесериале «Далекие шатры» (мисс Чивертон, 1984), игуменья в фильме «Крёстная мать 3» (1993, реж. Ральф Томас).
После 1993 г. в кино не снималась, жила в Риме.